# Реструктуризация капитала
Реструктуризация капитала — изменение компанией структуры капитала (соотношения заёмного и собственного капитала).
В результате роста заёмного капитала по отношению к собственному возникает эффект налогового щита. С другой стороны, рост заёмного капитала компании ведёт к росту финансовых рисков. Соответственно, возникает дилемма между риском и доходностью.

## Реструктуризация ипотечных кредитов
Реструктуризация ипотечных кредитов стала актуальна в России в конце 2008 года, когда многие заёмщики потеряли работу, или их доходы значительно уменьшились. Реструктуризация позволяет заёмщику отсрочить выплаты по ипотеке на льготный период (до года). Реструктуризация ипотечных кредитов осуществляется через дочернюю компанию Агентства по ипотечному жилищному кредитованию — ОАО Агентство по реструктуризации ипотечных жилищных кредитов (АРИЖК), в частности, в регионах — через региональных операторов и сервисных агентов АИЖК.
АРИЖК будет осуществлять реструктуризацию несколькими способами:
1. Предоставление заёмщику заёмных средств со стороны кредитора и АРИЖК (Смешанный договор) для полного погашения ипотечного кредита;
2. Предоставление заёмщику со стороны АРИЖК стабилизационного займа для погашения заёмщиком ежемесячных платежей (не более 12 мес.) по ипотечному кредиту без изменения графика платежей;
3. Предоставление заёмщикам со стороны кредитора стабилизационного кредита в целях погашения заёмщиком ежемесячных платежей (не более 12 мес.) по ипотечному кредиту без изменения графика платежей.

В первом случае (Смешанный договор) все заёмные средства идут на погашение ипотечного кредита. Заёмщику устанавливается льготный период (не более 12 месяцев), в течение которого он ежемесячно вносит платежи в размере не более ½ от суммы ежемесячного платежа, который он платил по ипотечному кредиту, но не менее 500 руб. По окончании льготного периода заёмщик вносит ежемесячные равные платежи, погашая свою задолженность по основному долгу и неоплаченным процентам. Срок предоставления заёмных средств устанавливается не менее остатка срока обязательств по ипотечному кредиту и может быть скорректирован в сторону увеличения. Процентная ставка не может превышать ставку по реструктуризированному ипотечному кредиту.
Во втором случае заёмщику предоставляются денежные средства ежемесячно равными частями в течение 12 мес., которые идут на погашение ежемесячных платежей по ипотечному кредиту. Заемщику в рамках Договора Стабилизационного займа устанавливается льготный период, в который он ежемесячно уплачивает только проценты, начисляемые на сумму фактически полученных средств Стабилизационного займа. По окончании льготного периода заемщик начинает исполнять финансовые обязательства и по Договору Стабилизационного займа, и по ипотечному кредиту в полном объеме. Срок, на который предоставляется Стабилизационный заем, не должен превышать срок до окончания выплат по ипотечному кредиту. Размер годовой процентной ставки равен годовой процентной ставке по ипотечному кредиту.
Третий вариант похож на второй за исключением того, что стабилизационный кредит предоставляет кредитор, а не АРИЖК. Если у заёмщика возникают различного рода вопросы по возможности реструктуризации его кредита, он может и их задать в интернет-конференции по реструктуризации непосредственно представителям АРИЖК и получить исчерпывающий ответ.
На помощь могут претендовать заёмщики, которые получили ипотечный кредит до 1 декабря 2008 года и у которых заметно сократились доходы, в частности, вследствие потери работы, а также заёмщики, которые взяли кредит в иностранной валюте или с плавающей процентной ставкой. По данным АИЖК, объём валютных кредитов в России составляет 21 % от всех выданных кредитов, а доля кредитов с плавающей ставкой составляет 0,8 %.

## Реструктуризация кредита, долга, обязательств, задолженности, бизнеса
Реструктуризация обязательств, или реструктуризация долга (задолженности) — это любое изменение в условиях погашения обязательств. Существуют различия между реструктуризацией кредитного портфеля в целом и реструктуризации отдельного кредита. Реструктуризация кредита, которая влечет за собой изменение сроков и порядка погашения, обеспечения, комиссий и процентов по банковскому кредиту, является одним из видов реструктуризации долга.
Реструктуризация задолженности проводится при помощи различных инструментов:
Рефинансирование — процесс, при котором происходит замена старого кредита на новый, часто с использованием другого источника финансирования.
Консолидация — процесс, при котором происходит замена нескольких кредитов одним. Реструктуризация долга довольно часто, а консолидация всегда идет по пути рефинансирования.
Реструктуризация бизнеса заключается в коренном изменении системы ведения бизнеса, его структуры. Это может быть изменение бизнес-процессов, отказ от некоторых направлений деятельности, изменение коммерческой стратегии. Реструктуризация бизнеса может проводиться параллельно с реструктуризацией кредита банка (иногда — по его требованию) или реструктуризацией долга компании в целом.
В течение последних 30 лет мировые финансовые институты все больше убеждались в том, что кредиторы могут получить больше выгод от поддержки скорейшей финансовой реструктуризации компании, испытывающей финансовые трудности, чем от принуждения к её официальному банкротству. Согласованные действия кредиторов предоставляют время для регулирования последствий, возникающих в результате дефолта заемщика, что более важно — появляется возможность для того, чтобы найти альтернативу официальной процедуре банкротства.
В некоторых странах этот процесс совпал со стремлениями властей стимулировать кооперацию между финансовыми институтами в отношении заемщиков на законодательном уровне. Желания властей понятны, они таким образом пытаются предотвратить возможные негативные социальные и экономические последствия, связанные с банкротством компаний, там, где это возможно.
Кроме того, немаловажным при финансовой реструктуризации является время: задержка продлевает неопределенность, связанную с судьбой заемщика, и увеличивает ожидаемые издержки процедуры оздоровления. Разработанные организацией INSOL (международная федерация специалистов по несостоятельности и финансовому оздоровлению) «Принципы работы в ситуациях с несколькими кредиторами» призваны ускорить финансовую реструктуризацию, следовательно, увеличить вероятность успеха оздоровления финансово несостоятельной компании.
Ниже приведены 8 принципов INSOL:
1. Сотрудничество всех кредиторов, предоставление добровольного периода моратория заемщику. Кредиторы соглашаются не принимать каких-либо односторонних действий.
2. Отказ кредиторов от любых шагов по взысканию своих требований или по уменьшению своего риска на заемщика во время действия моратория.
3. Во время моратория должник отказывается от действий, подрывающих его способность к погашению долга.
4. Создание Комитета кредиторов и приглашение независимых экспертов.
5. Заемщик обязан предоставить кредиторам необходимую информацию о себе для оценки его финансового состояния и выработки предложений.
6. Соответствие закону предложений по реструктуризации задолженности должника.
7. Равный доступ к информации заемщика и конфиденциальность.
8. Установление приоритетного статуса любого нового финансирования во время моратория по сравнению с другими долгами заемщика.